# Wiener Staatsballett

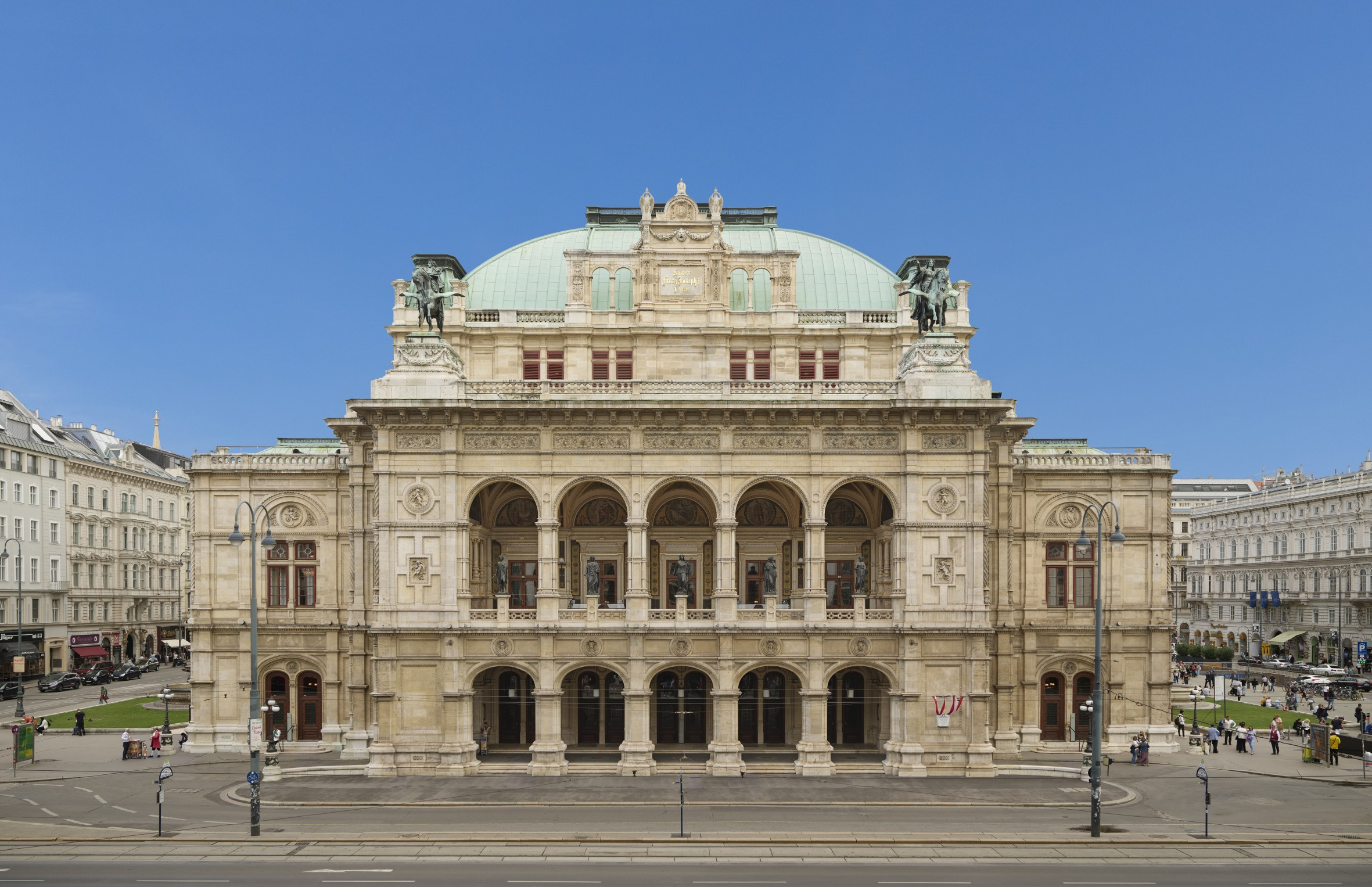
Wiener Staatsoper, eine Spielstätte des Balletts

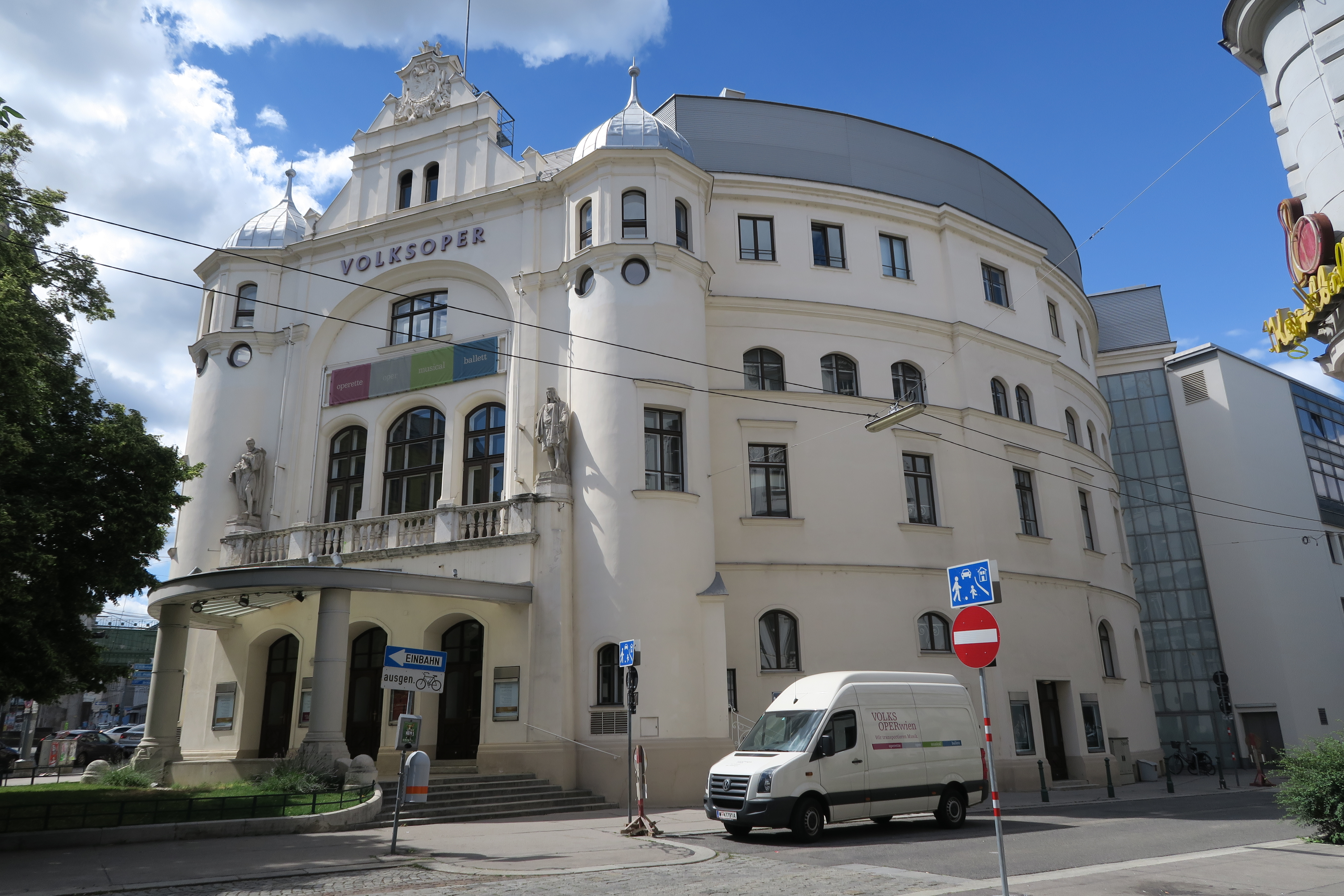
Volksoper Wien, zweiter Spielort der Kompanie

Das Wiener Staatsballett (ehemals: Ballett der Wiener Staatsoper) zählt zu den weltweit führenden Ballettensembles. Es ist an der Wiener Staatsoper beheimatet und tritt neben der Staatsoper auch an der Volksoper Wien auf. Im Jahr 2005 wurden die Balletts der Volksoper und Staatsoper unter dem Namen Das Ballett der Wiener Staatsoper und Volksoper unter der tänzerischen Leitung Gyula Harangozó gebündelt. 2010 erfolgte die Umbenennung in Wiener Staatsballett. Aktuell ist der Schweizer Martin Schläpfer Leiter des Balletts. Mit September 2025 soll ihm die Italienerin Alessandra Ferri nachfolgen.

## Geschichte
Die Ursprünge des Wiener Staatsballetts reichen bis ins 18. Jahrhundert zurück, als an der Wiener Hofoper erstmals auch Ballettaufführungen stattfanden. Bereits 1622 soll Kaiserin Eleonora Gonzaga ein Ballett als Geschenk an ihren Ehemann Ferdinand II. choreographiert und zu ihrer Hochzeit in Innsbruck aufgeführt haben. Mit der Kaiserin kam die Tradition der damals in Italien führenden Mantuaner Musiktheaterkultur erstmals nach Wien. Am 22. August 1622 veranstaltete sie auf der neuen Favorita auf der Wieden (dem heutigen Theresianum) ein Ballett mit acht Tänzerinnen, was als Geburtsstunde des Wiener Staatsballetts gilt. Leonora holte zudem den venezianischen Tanzmeister Santo Ventura sowie dessen Sohn Domenico nach Wien. Sie prägten etwa sieben Jahrzehnte das Tanzgeschehen und bildeten dort die ersten Tanzdynastien aus, die zum Teil bis ins 20. Jahrhundert Bestand hatten. Zu dieser Zeit war das Ballett als Kunstform nur adeligen Personen vorenthalten und erst nach und nach etablierte sich das Engagement von professionellen Tänzerinnen und Tänzern. Erste Berufstänzerin war Maria Anna Scio im Jahr 1719. Spielstätten waren damals das Theater am Kärntnertor sowie das Theater nächst der Burg. Während der Zeit Maria Theresias wurde Wien zum europäischen Zentrum einer Erneuerung des Balletts, hin zu einem Handlungsballetts. Zudem liegen auch die Ursprünge des Frühromantischen Balletts zu dieser Zeit in Wien. 1869 übersiedelte man in die neuerrichtete Hofoper am Ring und es folge eine Phase der Neustrukturierung. Unter Hofballettmeister Joseph Haßreiter kam es zur Etablierung eines nationale Ensembles, womit Haßreiter als Schöpfer des Wiener Balletts gilt. Zudem sorgte als Direktor der Ballett-Tanzschule am k. k. Hof-Operntheater auch für die Ausbildung von Nachwuchstänzern. Die künstlerische Orientierung folgte dem internationalen Geschehen, jedoch fanden erstmals auch nationale Themen Einzug in die Aufführpraxis. So wurde unter anderem Haßreiters Ballett Die Puppenfee zu einem Welterfolg. Bis zum Ende der Monarchie waren die künstlerische Freiheit jedoch stark eingeschränkt. Stil und Inhalt des Balletts waren stets dem politischen Adel verpflichtet.
Nach dem Ende des Ersten Weltkriegs wurde die Zahl an Tänzern deutlich reduziert und auch die Ballettaufführungen gingen zurück. Das Ensemble war vor allem als Teil der Wiener Staatsoper tätig, jedoch konnte es zu dieser Zeit nicht eigenständig agieren und war stark an die individuellen Vorstellung des jeweiligen Operndirektors gebunden. Zudem setzte eine Individualisierung in Stil und Choreographie ein, die durch die neue künstlerische Freiheit ermöglicht wurde. Erster Ballettmeister wurde Carl Raimund sen. von 1920 bis 1922. Unter dem Operndirektor Richard Strauss folgte in Kooperation mit Heinrich Kröller (Ballettmeister: 1923-1928 - bis 1924 gemeinsam mit Leopold Dubois) die Ausarbeitung eines eigenen Ballettspielplans und Strauss selbst schrieb einige Tanzwerke, darunter Josephs Legende und Schlagobers. In der Folgezeit waren Ballettmeister mit unterschiedlichen Stilrichtungen tätig. Zuerst kam Georges Kjaksch aus St. Petersburg, auf den Bronislava Nijinska folgte und daraufhin Sascha Leontjew. Es folgten Toni Birkmeyer, Willy Fränzl und Grete Wiesenthal. Die Choreographen wechselten in dieser Zeit häufig und das Ballett verlor zunehmend Tänzer und auch an internationaler Bedeutung. Von 1934 bis 1939 leitete Margarete Wallmann das Ballett, wurde dann aber aufgrund ihrer jüdischen Herkunft gekündigt. Von 1940 bis 1942 leitete Helga Swedlund das Ensemble, ehe die lange Funktionsdauer von Erika Hanka (1942–1958) folge. Ihr gelang es, dem Ballett neuen Aufschwung zu geben. So stellte sie dem klassischen Ballett modernen Ausdruckstanz gegenüber und schuf selbst zahlreiche Produktionen. Des Weiteren wurden wieder Originalfassungen klassischer Balletts einstudiert. Zudem gelang es ihr, wieder vermehrt neue Mitglieder aus dem Ausland sowie aus der Ballettakademie zu verpflichten. In ihrer Funktionsperiode erfolge auch die Ballett-Eröffnungspremiere in der 1955 neu-renovierten Staatsoper. Gezeigt wurde Giselle als Klassiker sowie die Uraufführung von Boris Plachers Der Mohr von Venedig.
Unter Operndirektor Herbert von Karajan wurde Dimitrije Parlić zum Ballettmeister ernannt, der von Aurel von Milloss abgelöst wurde und einen Fokus auf das Mythos-Ballett anstatt des Handlungsballetts legte. Unter seiner Leitung konnten zahlreiche internationale Choreographen, darunter Ninette de Valois, George Balanchine und Léonide Massine nach Wien geholt werden. Höhepunkt dieser Zeit war die Verpflichtung von Rudolf Nurejew, der zwischen 1964 und 1988 als Tänzer und Choreograph Teil des Ensembles war. Unter Waclaw Orlikowsky gab es zwischen 1966 und 1971 eine Fülle üppiger Inszenierungen, ehe eine interne Besetzung durch Richard Nowotny folgte. Mit Gerhard Brunner wurde 1976 erstmals ein nicht mit der Praxis des Balletts vertrauter Leiter des Balletts. Ihm zur Seite stand ab 1981 Gerlinde Dill als Ballettmeisterin. Unter Brunner gab es zahlreiche neue Einflüsse und einen Fokus auf anspruchsvolle Wiener Dramaturgie. Es kam zur Kooperation mit Jiří Kylián, Hans van Manen, Rudi van Dantzi, John Neumeier und Jochen Ulrich sowie der Förderung junger Choreographen. Von 1991 bis 1993 leitete Elena Tschernischova das Ballett und wurde von Anne Woolliams (1993–1995) abgelöst. Von 1995 bis 2005 leitete Renato Zanella das Ensemble und fiel vor allem durch zahlreiche von ihm choreographierte Stücke auf. 2005 wurden die Balletts der Volksoper und Staatsoper unter dem Namen Das Ballett der Wiener Staatsoper und Volksoper unter der tänzerischen Leitung Gyula Harangozó gebündelt. 2010 kam Manuel Legris aus Paris nach Wien und leitete das Ballett bis 2020. Unter ihm gab es bereits in der ersten Saison acht Premieren in beiden Häusern und inhaltlich fokussierte er das Interesse an der Neoklassik mit Werken der Choreographen George Balanchine, Jerome Robbins und John Neumeier. Zudem orientierte er sich am Vorbild des Ballett der Pariser Oper mit abendfüllenden Handlungsballetts und der Vergabe von Auftragschoreographien. In besondere Weise ehrte er Rudolf Nurejew mit einer jährlichen Nurejew Gala, an der er selbst auch als Tänzer teilnahm. Auf ihn folgte der Schweizer Martin Schläpfer. Dieser verzichtete nach Kritik und internen Unstimmigkeiten 2023 auf eine erneute Verlängerung seines Vertrags nach 2025. Auf ihn soll die Italienerin Alessandra Ferri mit Beginn der Spielzeit 2025/26 folgen.

## Rezeption
Zu Beginn des Balletts in Wien zu Beginn des 17. Jahrhunderts wurden die Tänze insbesondere zu Hoffesten, Namens- und Geburtstagen sowie Hochzeiten und Geburtsfeierlichkeiten aufgeführt. Zudem gab es meist eine jährliche Aufführung zu Fasching. Zuständig für die Organisation waren zu dieser Zeit die jeweiligen Tanzmeister, insbesondere die Familie Ventura. Im Gegensatz zu der Entwicklung des Musiktheaters in dieser Zeit blieb das Ballett stark eine Form der Verherrlichung der herrschenden Klasse der damaligen Zeit. Bereits im frühen 17. Jahrhundert wurden Form und Inhalt des Tanzes von einem Librettisten festgeschrieben, immer mit dem Ziel, der Verherrlichung des Herrscherhauses. Dazu bedienten sich die Librettisten meist mythologischen oder allegorischen Erzählungen. Jedoch war die Form des Tanzes stets ästhetischen geometrischen Formen unterworfen und stets auf die Herrschenden zentriert. Das Ballett weist dabei eine unterschiedliche Entwicklungslinie auf, die in eine italienische beziehungsweise einer französischen Richtung eingeteilt werden kann, je nach Positionierung des Balletts im Werkgefüge. Setzte das Libretto der Oper das Ballett zwischen die Akte oder an den Schluss eines Werks, wie dies im italienischen Ballett der Fall war, war es einfacher sich von Inhalt und Form der Oper abzugrenzen. Im Gegensatz dazu, ist im französischen der Tanz stärker dramaturgisch in den Handlungsstrang eingebaut und damit war es schwieriger, neue Akzente zu setzen. In Wien setze sich zur in den 1620er Jahren mehr der italienische Weg durch, dennoch blieb das Ballett eine Kunstform der herrschenden Klasse, mitunter deshalb, da nur adelige Tänzerinnen zugelassen wurden und beinahe alle Auftritte im Kreise des Adels stattfanden.

## Ballettakademie der Wiener Staatsoper
Die Ballettakademie der Wiener Staatsoper ist eine Ausbildungsstätte für klassischen Tanz. Die Akademie geht auf die durch Maria Theresia gegründete Theatral-Tanzschule 1771 zurück. Im 19. Jahrhundert war eine Ballettschule lose dem Kärntnertortheater angegliedert. Erst nach der Eröffnung des Hauses am Ring wurde die Schule 1870 durch das „Organisations-Statut für die Ballett-Tanzschule am k. k. Hof-Operntheater“ institutionalisiert. Der Unterricht fand im Ballettsaal der Oper statt. Das seit 1918 als „Ballettschule der Wiener Staatsoper“ bezeichnete Institut wurde 1973 in „Ballettschule der Österreichischen Bundestheater“ umbenannt und bezog 1980 eigene Räume im Hanuschhof 3. Die Leitung der Ballettakademie obliegt seit den 90er Jahren gewöhnlich dem Leiter des Wiener Staatsballetts, aktuell Martin Schläpfer.

## Ensemble

### Erste Solistinnen und Solisten
- Ioanna Avraam (seit 2022)
- Elena Bottaro (seit 2024)
- Olga Esina (seit 2010)
- Kiyoka Hashimoto (seit 2016)
- Kang Hyo-jung (seit 2021)
- Ljudmila Konowalowa (seit 2011)
- Ketevan Papava (seit 2015)
- Claudine Schoch (seit 2020)
- Davide Dato (seit 2016)
- Masayu Kimoto (seit 2017)
- Marcos Menha (seit 2020)
- Alexey Popov (seit 2021)
- Brendan Saye (seit 2022)

Von den ehemaligen Ersten Solistinnen und Solisten werden hier einige exemplarisch angeführt: Katharina Abel, Michael Birkmeyer, Toni Birkmeyer, Edeltraud Brexner, Gisela Cech, Denys Cherevychko, Willy Dirtl, Leopold Dubois, Jakob Feyferlik, Joseph Haßreiter, Gregor Hatala, Therese Heberle, Ludwig Karl, Susanne Kirnbauer, Roman Lazik, Natascha Mair, Karl Musil, Simona Noja, Eva Petters, Gusti Pichler, Nina Poláková, Riki Raab, Lilly Scheuermann, Jolantha Seyfried, Franz Wilhelm, Christl Zimmerl

### Weitere Tänzerinnen und Tänzer
Susanne Birkmeyer, Rebecca Horner, Eno Peçi, André Doutreval, Andrey Kaydanovskiy, Hermann Lehr, Eva Leiter, Tilly Losch, Jörg Mannes, Boris Nebyla, Rudolf Nurejew, Marcel Ostertag, Karina Sarkissova, Marie Taglioni, Marie Taglioni die Jüngere, Maria Viganò, Erika Zlocha

## Preise und Auszeichnungen
- 2022: „Highlight der Saison“ für Martin Schläpfers Wiener Staatsballett in der internationalen Kritikerumfrage des Ballett-Magazins „tanz“

## Förderpreis des Freundeskreises Wiener Staatsballett
Seit 2000 werden durch den Ballettclub Wiener Staatsoper & Volksoper junge Tänzerinnen und Tänzer des Wiener Staatsballetts durch einen Förderpreis ausgezeichnet. In der folgenden Liste sind die bisherigen Preisträgerinnen und Preisträger angeführt:
- 2000: Dagmar Kronberger
- 2002: Shoko Nakamura
- 2006: Denys Cherevychko
- 2008: Nina Poláková
- 2010: Davide Dato
- 2011: Masayu Kimoto
- 2012: Prisca Zeisel
- 2013: Greig Matthews
- 2014: Natascha Mair
- 2015: Rebecca Horner
- 2016: Jakob Feyferlik
- 2017: Mila Schmidt
- 2018: Elena Bottaro
- 2019: Tristan Ridel und Zsolt Török
- 2020: Keisuke Nejime
- 2023: Natalya Butchko
- 2024: Duccio Tariello